# Bixio Cherubini
Pour les articles homonymes, voir Cherubini (homonymie).
Bixio Cherubini (né à Leonessa le 27 mars 1899  et mort à Milan le 14 décembre 1987) est un parolier, dramaturge et poète italien. 

## Biographie
Né à Leonessa, Bixio Cherubini est un descendant du compositeur Luigi Cherubini. Il commence à composer des poèmes et des textes pendant la Première Guerre mondiale, dans laquelle il s'est enrôlé bénévolement. Après avoir travaillé plusieurs années à Rome comme employé de poste, il s'installe à Milan en 1927 pour se consacrer à l'écriture de la musique.  À cette époque, il noue une relation professionnelle  avec Cesare Andrea Bixio, avec lequel il écrit des classiques tels que Tango delle capinere,  La canzone dell'amore,  Violino tzigano,  Trotta cavallino, Maman ,. 
Pendant la Seconde Guerre mondiale, Cherubini est un partisan de la brigade « Val Malchirolo ». Après la guerre, il commence une association professionnelle avec Carlo Concina, avec lequel il compose des dizaines de hits dont  Vola colomba, chanson gagnante de la deuxième édition du festival de musique de San Remo,  Campanaro,   Marieta monta in gondola, Campane di Santa Lucia,.
Bixio est également un dramaturge spécialisé dans la revue, .